# Diaea gyoja
Diaea gyoja es una especie de araña cangrejo del género Diaea, familia Thomisidae. Fue descrita científicamente por Ono en 1985.

## Distribución
Esta especie se encuentra en Japón.